# Tracy Chapman (album)
Tracy Chapman è l'album di debutto della cantautrice statunitense omonima, pubblicato nel 1988.

## Antefatti
Tracy Chapman è stata scoperta da Brian Koppelman, collega alla Tufts University di Medford (Massachusetts) nel 1987. Egli ha rivelato: "Stavo aiutando a organizzare una protesta di boicottaggio contro l'apartheid a scuola, e [qualcuno] mi ha detto che c'era questa grande cantante di protesta che avrei dovuto invitare al raduno." È così andato a vedere Chapman esibirsi in un caffè. Ha aggiunto: "Tracy è salita sul palco ed è stata come un'epifania. La sua presenza, la sua voce, le sue canzoni, la sua sincerità: tutto è venuto fuori." Koppelman le disse che suo padre era co-proprietario della casa discografica indipendente SBK Records e che avrebbe potuto aiutarla a incidere un disco. La cantante non prese molto in considerazione l'offerta. Koppelman tuttavia era realmente interessato a Chapman, quindi continuò a recarsi alla maggior parte dei suoi spettacoli, riuscendo infine a convincerla. Dopo il successo ottenuto nelle stazioni radio da una demo di Talkin' 'bout a Revolution, diede una copia del brano a suo padre, Charles Koppelman, che le fece firmare un contratto con la Elektra Records. La cantante ha confessato che "mai avrei pensato di ottenere un contratto con una major discografica [...] Per tutto il periodo in cui ero una ragazzina che ascoltava dischi e la radio, mai avrei pensato alla possibilità che il mercato discografico trovasse vendibile il tipo di musica che facevo. Soprattutto quando cantavo canzoni come Talkin' 'bout a Revolution negli anni settanta [...] Non vedevo un posto per me lì."
Il produttore, David Kershenbaum, ha affermato che l'album è stato "fatto per le giuste ragioni". Ha inoltre sottolineato: "C'era una serie di idee che volevamo comunicare, e sentivamo che se fossimo stati sinceri e fedeli a quelle idee, allora le persone avrebbero colto l'emozione e il contenuto che c'era nei testi."

## Registrazione
Non appena firmato il contratto con la casa discografica, Chapman si è dedicata alla stesura dei brani, mentre Koppelman spediva a vari produttori la demo di Talkin' 'bout a Revolution, ricevendo costantemente dei rifiuti a causa della popolarità in quel periodo della dance e del synth pop. I due hanno poi trovato David Kershenbaum, che ha ricordato: "Era da un po' di tempo che cercavo di fare qualcosa di acustico... C'era un senso di leggera noia con la roba che girava nell'industria da potere spingere le persone ad ascoltare di nuovo i testi e qualcuno che avesse qualcosa da dire."
La più grande preoccupazione di Chapman era che l'integrità delle sue canzoni rimanesse intatta, in quanto desiderava una registrazione "molto semplice". Kershenbaum ha ribadito: "Volevo assicurarmi che tutto fosse costruito intorno a lei, mettendola in primo piano, vocalmente e tematicamente." L'album è stato registrato in otto settimane al Powertrax, lo studio hollywoodiano di Kershenbaum. Fast Car fu l'ultima canzone incisa; il produttore ha dichiarato di averla "adorata sin dal primo momento in cui l'ho sentita".

## Accoglienza
| Recensione                    | Giudizio       |
| ----------------------------- | -------------- |
| AllMusic                      |                |
| Encyclopedia of Popular Music |                |
| The Rolling Stone Album Guide |                |
| Christgau's Consumer Guide    | B+             |
| Ondarock                      | Pietra miliare |

L'album è stato favorevolmente accolto da critica e pubblico. Dopo due settimane dalla pubblicazione, aveva già venduto un milione di copie in tutto il mondo, rivelandosi un successo commerciale. Intervistato dal Guardian, Kershenbaum ha sostenuto che gran parte del pubblico voleva "quello che [Chapman] aveva" e che la cantante "è arrivata al momento giusto con il materiale giusto".
Secondo Rolling Stone, Chapman "ha catturato l'attenzione di tutti nei tardi anni ottanta dell'hair metal". In una recensione dell'epoca, Robert Christgau di The Village Voice lodò i brani Fast Car e Mountains o' Things, ma rimase deluso dalla presenza di "ingenui luoghi comuni della sinistra" in pezzi come Talkin' 'bout a Revolution e Why?.
Stephen Thomas Erlewine di AllMusic lo ha definito "uno dei dischi chiave dell'era Bush", riconoscendogli il merito di avere "rivitalizzato gli ideali folk tradizionali dell'attivismo sociale, dando il via alla rivoluzione del politicamente corretto". L'album ha venduto oltre 20 milioni di copie ed è uno dei primi lavori di un'artista donna ad aver venduto oltre dieci milioni di copie.

## Eredità
Nel 1989, l'album è stato inserito al decimo posto tra i 100 migliori album degli anni ottanta secondo Rolling Stone. Nella lista dei 500 migliori album di sempre è stato invece classificato al 263º posto, poi divenuto 256º nella versione aggiornata del 2020.
Nel 2023, Fast Car è stata reinterpretata dal cantante Luke Combs per il suo album Gettin' Old, rendendo Chapman la prima donna afroamericana autrice solista di una canzone in vetta alle classifiche country. Chapman e Combs hanno eseguito insieme il brano dal vivo durante la 66ª edizione dei Grammy Award il 4 febbraio 2024.
Nel 2025, la Biblioteca del Congresso degli Stati Uniti d'America ha inserito l'album nel National Recording Registry per alti meriti "culturali, storici o estetici".

## Tracce
Testi e musiche di Tracy Chapman.
1. Talkin' 'bout a Revolution – 2:38
2. Fast Car – 4:58
3. Across the Lines – 3:22
4. Behind the Wall – 1:46
5. Baby Can I Hold You – 3:16
6. Mountains o' Things – 4:37
7. She's Got Her Ticket – 3:54
8. Why? – 2:01
9. For My Lover – 3:15
10. If Not Now... – 2:55
11. For You – 3:09

## Classifiche

### Classifiche settimanali
| Classifica (1988-2025) | Posizione massima |
| ---------------------- | ----------------- |
| Australia              | 2                 |
| Austria                | 1                 |
| Canada                 | 1                 |
| Francia                | 2                 |
| Germania               | 1                 |
| Italia                 | 1                 |
| Norvegia               | 2                 |
| Nuova Zelanda          | 1                 |
| Paesi Bassi            | 1                 |
| Regno Unito            | 1                 |
| Spagna                 | 1                 |
| Stati Uniti            | 1                 |
| Svezia                 | 2                 |
| Svizzera               | 1                 |
| Ungheria               | 3                 |

### Classifiche di fine anno
| Classifica (1988) | Posizione |
| ----------------- | --------- |
| Australia         | 7         |
| Francia           | 3         |
| Germania          | 6         |
| Italia            | 1         |
| Paesi Bassi       | 5         |
| Regno Unito       | 7         |
| Stati Uniti       | 21        |
| Svizzera          | 6         |
| Classifica (1989) | Posizione |
| Austria           | 1         |
| Germania          | 3         |
| Stati Uniti       | 41        |